# The Lion the Beast the Beat
The Lion the Beast the Beat es el cuarto álbum de estudio de la banda de rock estadounidense Grace Potter and the Nocturnals, publicado el 12 de junio de 2012. El álbum debutó en la posición #17 en el Billboard Top 200 de Billboard, vendiendo aproximadamente 25.000 unidades en su primera semana.

## Recepción
Metacritic, un sitio web que asigna calificaciones a televisión, música, película basado en varios comentarios, le dio al álbum una puntuación de 70 sobre 100, indicando comentarios positivos. La revisión del sitio web Consequence of Sound declaró que "la voz de Potter es magnífica como siempre, pero el tono general de The Nocturnals ha cambiado sin duda — renunciando ciudades de rock experimental, ellos también han tejido exitosa influencias electrónicas en las mezclas". The New York Times dijo que "The Lion The Beast The Beat es "el cuarto, y de lejos el mejor, álbum de estudio de la banda".

## Lista de canciones
*Todas las canciones fueron escritas por Grace Potter, excepto las que indiquen lo contrario
| Edición estándar |                               |          |  |
| N.º              | Título                        | Duración |  |
| 1.               | «The Lion The Beast The Beat» | 5:26     |  |
| 2.               | «Never Go Back»               | 3:40     |  |
| 3.               | «Parachute Heart»             | 4:08     |  |
| 4.               | «Stars»                       | 3:35     |  |
| 5.               | «Timekeeper»                  | 4:39     |  |
| 6.               | «Loneliest Soul»              | 3:35     |  |
| 7.               | «Turntable»                   | 4:01     |  |
| 8.               | «Keepsake»                    | 3:34     |  |
| 9.               | «Runaway»                     | 3:19     |  |
| 10.              | «One Heart Missing»           | 4:21     |  |
| 11.              | «The Divide»                  | 5:20     |  |

- Edición de lujo

|     |                                      |          |  |  |  |  |  |  |  |  |
| N.º | Título                               | Duración |  |  |  |  |  |  |  |  |
| 12. | «Roulette»                           | 3:59     |  |  |  |  |  |  |  |  |
| 13. | «All Over You»                       |          |  |  |  |  |  |  |  |  |
| 14. | «Stars» (con Kenny Chesney)          | 3:10     |  |  |  |  |  |  |  |  |
| 15. | «Ragged Company» (con Willie Nelson) |          |  |  |  |  |  |  |  |  |